# Крвна клевета
Крвна клевета (или крвна оптужба) је лажна оптужба или тврдња да верске мањине, обично Јевреји, убијају децу како би користили њихову крв у својим верским обредима.
Крвне клевете су се углавном оснивале на томе да су Јевреји узимали људску крв и правиле маце, бесквасног хлеба који једу током празника Пасхе. Овај елемент оптужбе наводно је одсутан у најранијим клеветама у којима су тадашњи Јевреји оптуживани за поновно извођење распећа Исуса Христа.
Оптужбе често тврде да је крв деце хришћана посебна, а историјски гледано, тужбе за клевету су изнете како би се објаснили иначе необјашњиви случајеви смрти деце. У неким случајевима, наводне жртве људских жртава постале су поштоване као хришћански мученици. Три од њих - Вилијам од Норвича, Мали Свети Хју од Линколна, Симон од Трента - постали су предмет локалних култова и поштовања; и иако никада није канонизован, поштовање Сајмона је додато општем римском календару. Једно дете које су наводно убили Јевреји, Гаврило из Бјалистока, канонизовала је Руска православна црква.
У јеврејским предањима, крвне клевете су послужиле као подстрек за писање Прашког Голема (енг. Golem of Prague), који је написао рабин Џуд Лав бин Безалел у 16. веку. Према Валтеру Лакеру:
| „              | Све у свему, било је око 150 забележених случајева клевете (да не спомињемо хиљаде гласина) који су резултирали хапшењем и убијањем Јевреја током историје, од којих је већина била у средњем веку. У скоро сваком случају, Јевреје је убијала, понекад руља, понекад након мучења и суђења. | ” |
| — Валтер Лакер | |   |

Израз „крвна клевета“ је такође коришћен у односу на било коју непријатну или штетну лажну оптужбу, па је као резултат тога добио шире метафоричко значење. Међутим, ова шира употреба израза остаје контроверзна, јер се јеврејске групе томе противе.